# Zvezdana rotacija
Zvezdana rotacija je ugaono kretanje zvezde oko svoje ose. Brzina rotacije može se meriti iz spektra zvezde, ili praćenjem kretanja aktivnih karakteristika na površini.
Rotacija zvezde proizvodi ekvatorijalnu izbočinu usled centrifugalne sile. Kako zvezde nisu čvrsta tela, one takođe imaju diferencijalnu rotaciju. Tako ekvator zvezde može rotirati različitom uglom brzinom od viših geografskih širina. Ove razlike u brzini rotacije unutar zvezde mogu imati značajnu ulogu u stvaranju zvezdanog magnetnog polja.
Magnetno polje zvezde je u interakciji sa zvezdanim vetrom. Kako se vetar udaljava od zvezde, njegova ugaona brzina se umanjuje. Magnetno polje zvezde je u interakciji sa vetrom, što utiče na zvezdanu rotaciju. Kao rezultat toga, ugaoni moment se prenosi sa zvezde na vetar, a vremenom to postepeno usporava brzinu rotacije zvezde.

## Merenje
Ako se zvezda ne posmatra iz pravca njenog pola, delovi površine se u nekoj meri kreću prema posmatraču ili udaljavaju od njega. Komponenta kretanja koja je kreće u pravcu posmatrača naziva se radijalna brzina. Za deo površine sa komponentom radijalne brzine prema posmatraču, radijacija se pomera na višu frekvenciju zbog Doplerovog pomeranja. Slično tome, regija koja ima komponentu koja se udaljava od posmatrača pomera se na nižu frekvenciju. Kada se izmere linije apsorpcije zvezde, ovaj pomak na svakom kraju spektra uzrokuje širenje linije. Međutim, ovo širenje mora biti pažljivo odvojeno od drugih efekata koji mogu povećati širinu linije.
Komponenta radijalne brzine uočena putem proširenja linija zavisi od inklinacije zvezdastog pola u odnosu na vidno polje. Izvedena vrednost je data kao {\displaystyle v_{e}\cdot \sin i}, gde je  brzina rotacije na ekvatoru, a i je inklinacija. Međutim, i nije uvek poznato, te rezultat daje minimalnu vrednost za brzinu rotacije zvezde. To jest, ako i nije pod pravim uglom, tada je stvarna brzina veća od {\displaystyle v_{e}\cdot \sin i}. To se ponekad naziva projektovana brzina rotacije. U brzo rotirajućim zvezdama polarimetrija nudi metodu za utvđivanje stvarne brzine, a ne samo rotacione brzine; ova tehnika je do sada bila primenjena samo na Regulus.
Za džinovske zvezde, atmosferska mikroturbulencija može rezultirati širenjem linija koje je mnogo veće od onog izazvanog rotacionim efektom, efektivno utapajući signal. Međutim, može se koristiti alternativni pristup koji koristi događaje gravitacionog mikrofokusiranja. Do njih dolazi kada masivni objekat prođe ispred udaljenije zvezde i funkcioniše poput sočiva, nakratko uvećavajući sliku. Detaljnije informacije prikupljene ovim pristupom omogućavaju razlikovanje efekata mikroturbulencije od rotacije.
Ako zvezda ispoljava magnetnu površinsku aktivnost, poput zvezdinih pega, onda se ove karakteristike mogu pratiti za procenu brzine rotacije. Međutim, takve se karakteristike mogu formirati na lokacijama koje nisu na ekvatoru, i mogu se migrirati duž latituda tokom svog životnog veka, tako da diferencijalna rotacija zvezde može proizvesti promernljiva merenja. Zvezdana magnetna aktivnost je često povezana sa brzom rotacijom, te se ova tehnika može koristiti za merenja takvih zvezda. Posmatranja zvezdanih pega su pokazala da ove karakteristike mogu zapravo da variraju brzinu rotacije zvezde, jer magnetna polja modifikuju protok gasova u zvezdi.

## Literatura
- Hadhazy, Adam. „Fact or Fiction: The Days (and Nights) Are Getting Longer”. Scientific American. Приступљено 5. 12. 2011.
- Iorio, L. (2011). „Perturbed stellar motions around the rotating black hole in Sgr A* for a generic orientation of its spin axis”. Physical Review D. 84 (12): 124001. Bibcode:2011PhRvD..84l4001I. arXiv:1107.2916 . doi:10.1103/PhysRevD.84.124001.
- Renzetti, G. (2013). „Satellite Orbital Precessions Caused by the Octupolar Mass Moment of a Non-Spherical Body Arbitrarily Oriented in Space”. Journal of Astrophysics and Astronomy. 34 (4): 341—348. Bibcode:2013JApA...34..341R. doi:10.1007/s12036-013-9186-4.
- Renzetti, G. (2014). „Satellite orbital precessions caused by the first odd zonal J3 multipole of a non-spherical body arbitrarily oriented in space”. Astrophysics and Space Science. 352 (2): 493—496. Bibcode:2014Ap&SS.352..493R. doi:10.1007/s10509-014-1915-x.
- King-Hele, D. G. (1961). „The Earth's Gravitational Potential, deduced from the Orbits of Artificial Satellites”. Geophysical Journal. 4 (1): 3—16. Bibcode:1961GeoJ....4....3K. doi:10.1111/j.1365-246X.1961.tb06801.x .
- King-Hele, D. G. (1983). „Geophysical researches with the orbits of the first satellites”. Geophysical Journal. 74 (1): 7—23. Bibcode:1983GeoJ...74....7K. doi:10.1111/j.1365-246X.1983.tb01868.x .
- Renzetti, G. (2012). „Are higher degree even zonals really harmful for the LARES/LAGEOS frame-dragging experiment?”. Canadian Journal of Physics. 90 (9): 883—888. Bibcode:2012CaJPh..90..883R. doi:10.1139/p2012-081.
- „Centrifuge”. Encyclopædia Britannica. 30. 4. 2015.
- The Feynman Lectures on Physics Vol. I Ch. 12: Characteristics of Force
- Jerrold E. Marsden; Tudor S. Ratiu (1999). Introduction to Mechanics and Symmetry: A Basic Exposition of Classical Mechanical Systems. Springer. стр. 251. ISBN 978-0-387-98643-2.
- Alexander L. Fetter; John Dirk Walecka (2003). Theoretical Mechanics of Particles and Continua. Courier Dover Publications. стр. 38—39. ISBN 978-0-486-43261-8.
- Thompson, Michael J.; Christensen-Dalsgaard, Jørgen; Miesch, Mark S.; Toomre, Juri (2003). „The Internal Rotation of the Sun”. Annual Review of Astronomy and Astrophysics. 41: 599—643. Bibcode:2003ARA&A..41..599T. doi:10.1146/annurev.astro.41.011802.094848.
- David F. Gray, Stellar Photospheres; The Observations and Analysis of: Third Edition, chapter 8, Cambridge University Press,  978-0-521-85186-2
- Reiners, A.; Schmitt, J. H. M. M. (2002). „On the feasibility of the detection of differential rotation in stellar absorption profiles”. A&A. 384 (1): 155—162. Bibcode:2002A&A...384..155R. doi:10.1051/0004-6361:20011801.
- Castor, J.; Abbott, D. C.; Klein, R. I. (1975). „Radiation-driven winds in Of stars”. Astrophys. J. 195: 157—174. Bibcode:1975ApJ...195..157C. doi:10.1086/153315.
- Wade, Gregg A. (8—13. 7. 2004). „Stellar Magnetic Fields: The view from the ground and from space”. The A-star Puzzle: Proceedings IAU Symposium No. 224. Cambridge, England: Cambridge University Press. стр. 235—243. doi:10.1017/S1743921304004612 .
- Basri, Gibor (2006). „Big Fields on Small Stars”. Science. 311 (5761): 618—619. PMID 16456068. S2CID 117828383. doi:10.1126/science.1122815.
- Staff (22. 2. 2007). „NARVAL: First Observatory Dedicated To Stellar Magnetism”. Science Daily. Приступљено 2007-06-21.
- Lockwood, M.; Stamper, R.; Wild, M. N. (1999). „A Doubling of the Sun's Coronal Magnetic Field during the Last 100 Years”. Nature. 399 (6735): 437—439. Bibcode:1999Natur.399..437L. S2CID 4334972. doi:10.1038/20867.
- Beer, Jürg (2000). „Long-term indirect indices of solar variability”. Space Science Reviews. 94 (1/2): 53—66. Bibcode:2000SSRv...94...53B. S2CID 118631957. doi:10.1023/A:1026778013901.
- Kirkby, Jasper (2007). „Cosmic Rays and Climate”. Surveys in Geophysics. 28 (5–6): 333—375. Bibcode:2007SGeo...28..333K. S2CID 8325801. arXiv:0804.1938 . doi:10.1007/s10712-008-9030-6.

## Spoljašnje veze
- Staff (28. 2. 2006). „Stellar Spots and Cyclic Activity: Detailed Results”. ETH Zürich. Архивирано из оригинала 16. 03. 2008. г. Приступљено 16. 3. 2008.
- http://www.astro.physik.uni-goettingen.de/~areiners/DiffRot/interactive.htm A simulation of the effects of differential rotation on stellar absorption-line profiles by Ansgar Reiners
- explanation of increased angular velocity at equatorial latitude due to overshoot of mass arriving from heated core